# Giovanni Marchese
Giovanni Marchese (30 de novembro de 1889, Coloreto, Itália - 13 de novembro de 1954) é um ciclista profissional italiano.

## Giro d'Italia
Participou de cinco edições do Giro d'Italia, chegando na décima colocação da classificação geral em 1909 e em oitavo no ano seguinte. Em 1910 foi o terceiro na classificação geral da prova de estrada "Milano - San Remo".